# Gnophomyia brevicellula
Gnophomyia brevicellula är en tvåvingeart som beskrevs av Alexander 1923. Gnophomyia brevicellula ingår i släktet Gnophomyia och familjen småharkrankar.
Artens utbredningsområde är Taiwan. Inga underarter finns listade i Catalogue of Life.